# Opsiphanes bogotanus
Opsiphanes bogotanus is een vlinder uit de familie Nymphalidae. De wetenschappelijke naam van de soort is voor het eerst geldig gepubliceerd in 1875 door William Lucas Distant.